# Puig Gros (Campmany)
El Puig Gros és una muntanya de 133 metres que es troba al municipi de Campmany, a la comarca catalana de l'Alt Empordà.